# ألفريد كومينغ
ألفريد كومينغ (بالإنجليزية: Alfred Cumming (governor))‏ (و. 1802 – 1873 م) هو سياسي من الولايات المتحدة الأمريكية ولد في أوغستا، جورجيا.

## روابط خارجية
- ألفريد كومينغ على موقع الموسوعة البريطانية (الإنجليزية)